# ندغ بالاري
الندغ البالاري (باللاتينية: Satureja pallaryi) نوع نباتي عشبي يتبع جنس الندغ من الفصيلة الشفوية.

## الموئل والانتشار
موطنه الأصلي بلاد الشام.